# Malteški evrokovanci
Malteški evrokovanci vsebujejo tri različne grafične podobe za tri serije kovancev. Malta je članica Evropske unije od 1. maja 2004 in je tudi članica Ekonomske in monetarne unije Evropske unije. Evro je kot uradno valuto sprejela 1. januarja 2008 in z njim zamenjala malteško liro, ki je ostala v obtoku do 31. januarja.

## Podoba  evrokovancev
| Malteški evrokovanci – zadnja stran | Malteški evrokovanci – zadnja stran | Malteški evrokovanci – zadnja stran                                                    |
| 0,01 €                              | 0,02 €                              | 0,05 €                                                                                 |
| ----------------------------------- | ----------------------------------- | -------------------------------------------------------------------------------------- |
|                                     |                                     |                                                                                        |
| Oltar templja Mnajdra               |                                     |                                                                                        |
| 0,1 €                               | 0,2 €                               | 0,5 €                                                                                  |
|                                     |                                     |                                                                                        |
| Grb Malte                           |                                     |                                                                                        |
| 1 €                                 | 2 €                                 | Rob kovanca za 2 €                                                                     |
|                                     |                                     | Številka 2 med dvema malteškima križema, ponovljena 6-krat izmenično obrnjena na glavo |
| Malteški križ                       |                                     |                                                                                        |
|                                     |                                     |                                                                                        |

## Postopek izbire podob
Izbor podob je določilo prebivalstvo na javni konferenci v dveh krogih. Prvi krog razprav se je začel 14. januarja, končal pa 29. januarja 2006. V tem času je lahko malteško prebivalstvo sodelovalo z izbiranjem ljubših oziroma pomembnejših simbolov, ki bi se lahko pojavili na kovancih. Izbranih je bilo 12 osnutkov, razdeljenih na 4 teme, le-te pa so predstavljale 4 vidike malteške narodne dediščine: predzgodovinska Malta, malteško otočje, renesančna Malta in identiteta Malte. Tri izbrane podobe iz prvega kroga so bile Jezusov krst, malteški grb in tempelj Mnajdra.
V teku drugega kroga, ki je potekal od 29. maja do 6. junija 2006, je bila javnost naprošena, da izbere končne podobe izmed tistih treh iz prvega kroga ter malteškega križa. Na koncu je malteški križ dobil največ glasov, Jezusov krst pa je prišel na četrto mesto in tako izpadel kot kandidat za podobo na kovancih.
Centralna banka Malte je potrdila končne podobe kovancev 19. februarja 2007.
23. oktobra so bili kovanci objavljeni v Uradnem listu Evropske unije.